# Helsingørmotorvejen
Der Helsingørmotorvejen ist eine dänische Autobahn im Zug der Europastraße 47 und der Europastraße 55.

## Verlauf

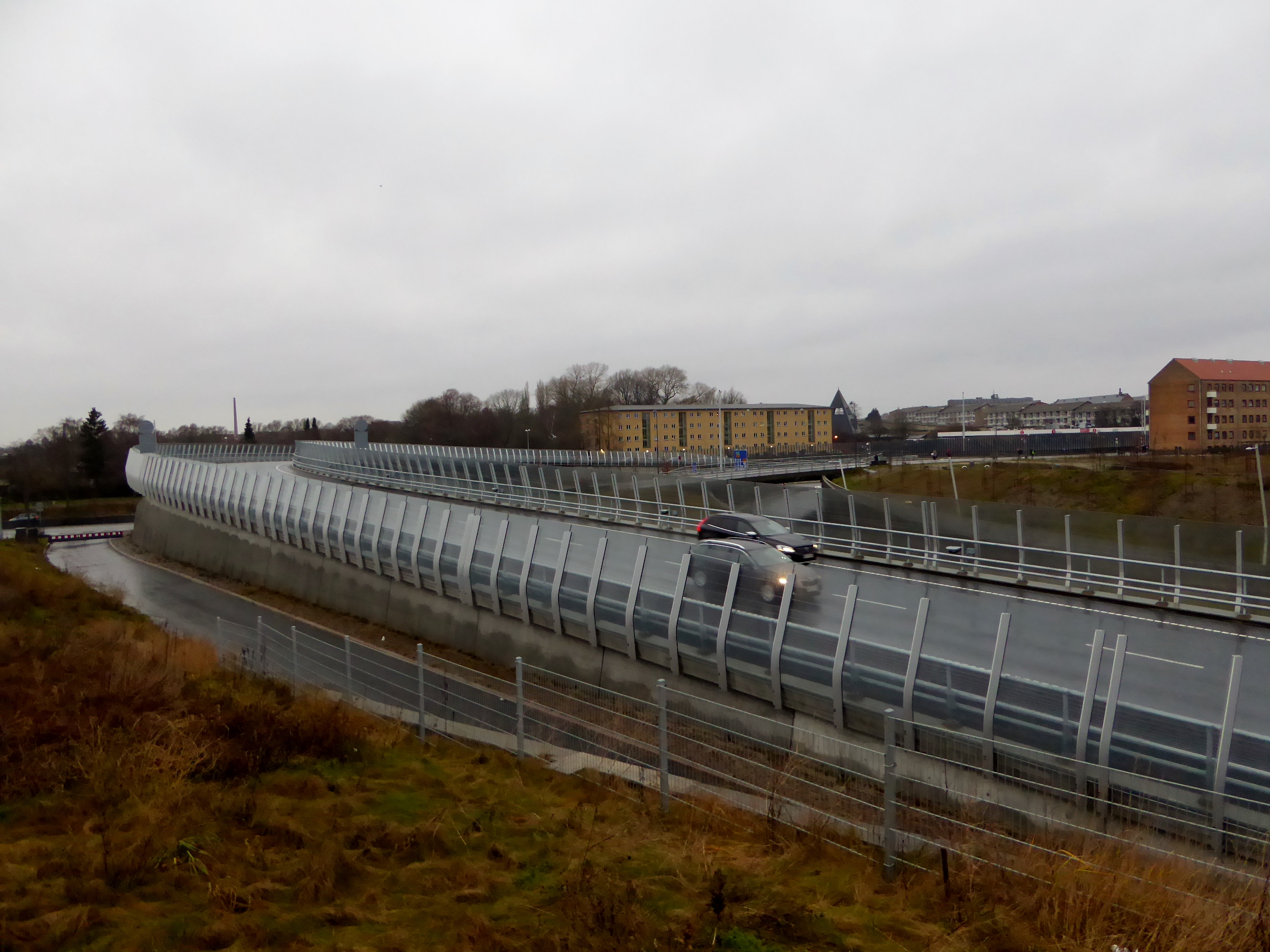
Nordhavnsvej und Helsingørmotorvejen (2017)

Die Autobahn verbindet Helsingør am Nordausgang des Öresunds (mit Fährverbindung nach Helsingborg) nach einem kurzen Zwischenstück als Landstraße mit Kopenhagen. Sie verläuft in einigem Abstand parallel zum Westufer des Öresunds. Zwischen Hørsholm und dem MK Kgs. Lyngby nimmt sie gleichzeitig die Primærrute  auf. Am Autobahnkreuz Kgs. Lyngby verlassen die E 47 und die E 55 den Helsingørmotorvejen und führen über die Ringautobahn Motorring 3 zur Autobahn Køge Bugt Motorvejen, während sich der Helsingørmotorvejen als P 19 (vor 2005 als Lyngbymotorvejen) nach Kopenhagen (Hans Knudsens Plads) fortsetzt. Die Länge der Autobahn wird mit 36 km angegeben. Intern wird die Strecke als M14 bezeichnet.

## Geschichte
Die im Norden vierstreifig, südlich von Hørsholm sechsstreifig ausgebaute Autobahn wurde zwischen 1956 und 1974 etappenweise fertiggestellt. Der 1956 eröffnete Abschnitt zwischen Hørstholm und Jægersborgvej war die erste Autobahn in Dänemark.